# Nya Routemaster

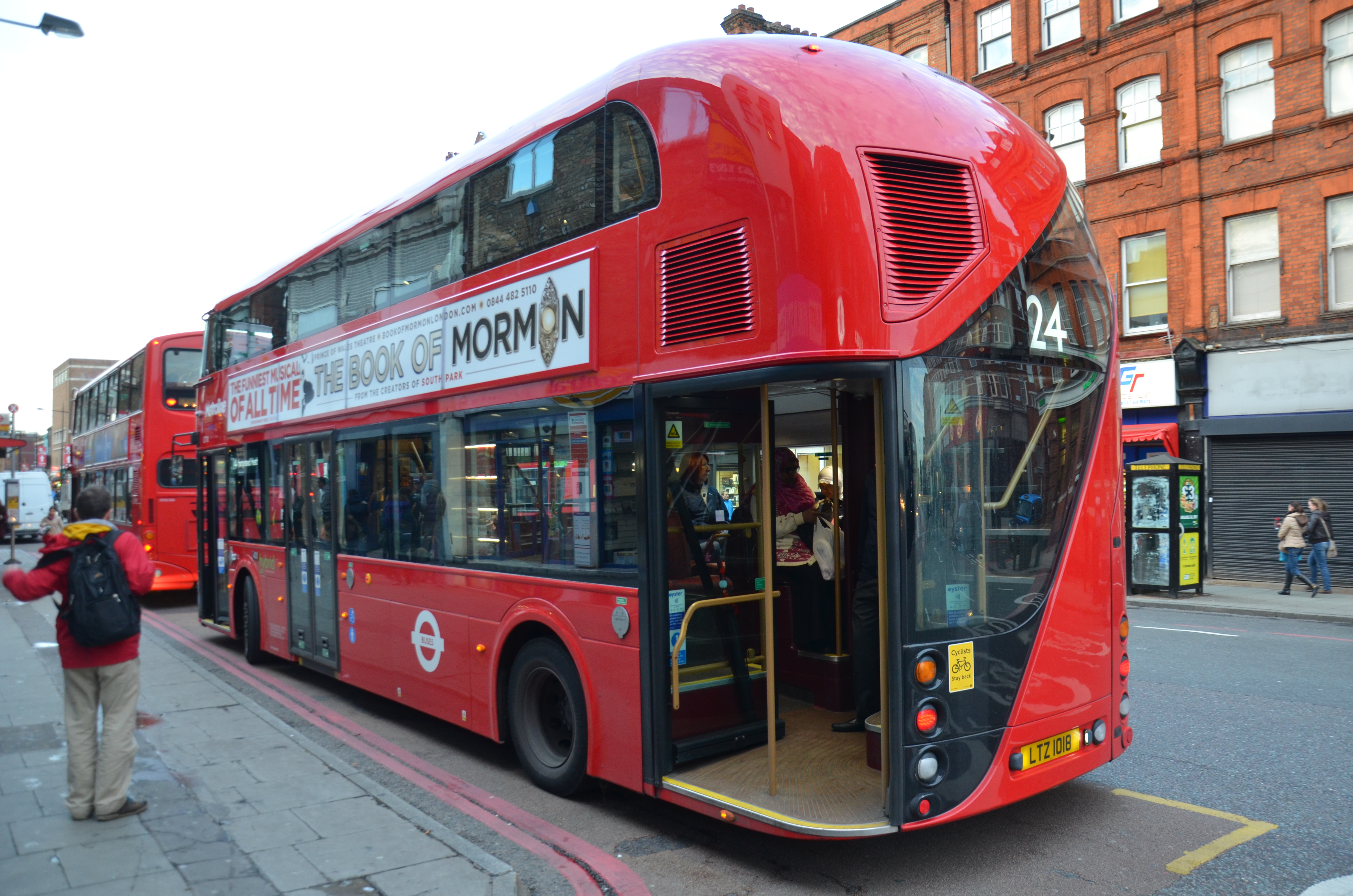
Akterpartiet av New Bus for London

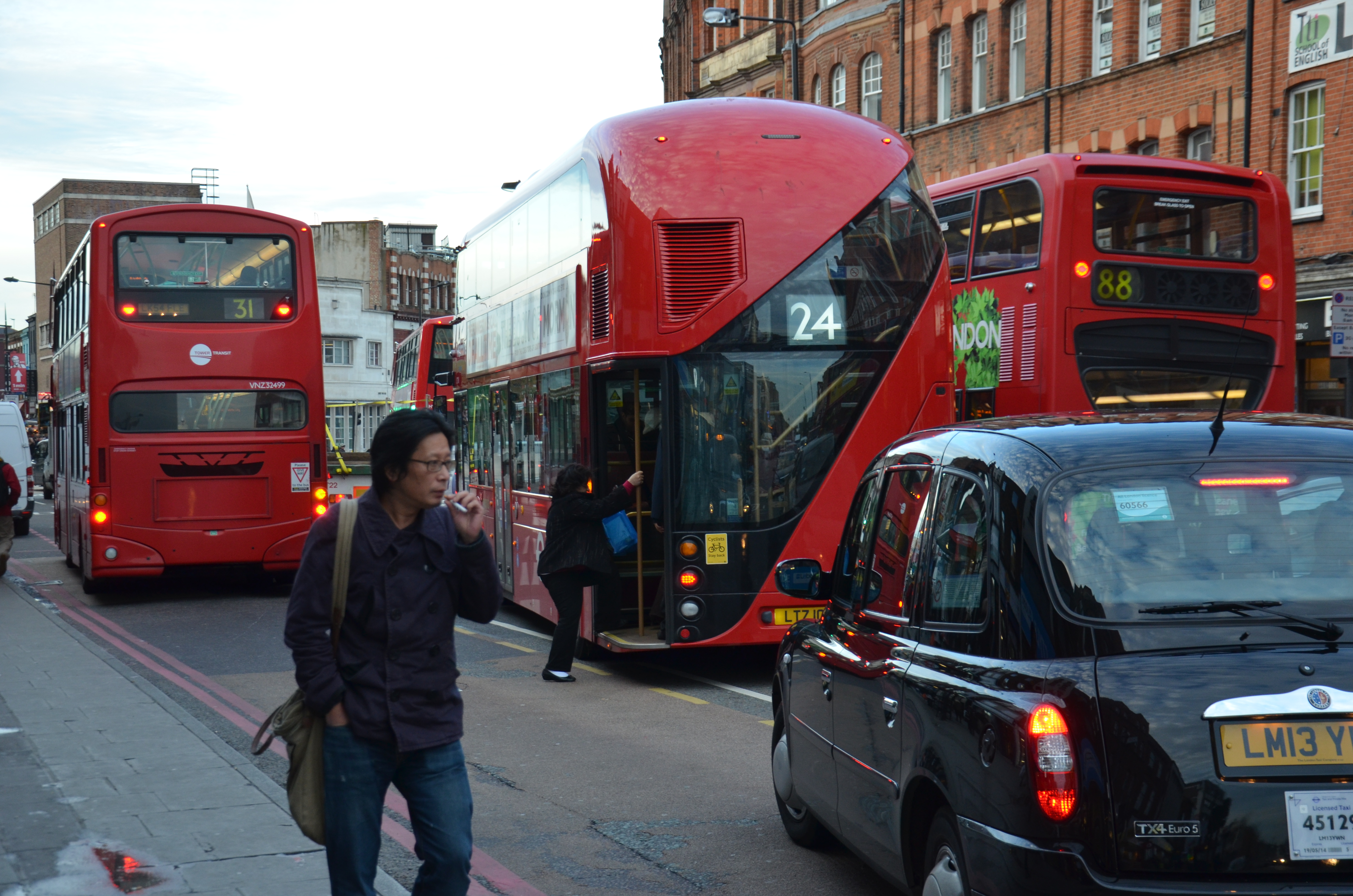
Buss på linje 24 mellan dubbeldäckare av äldre typ på High Street i Camden Town

Nya Routemaster, tidigare New Bus for London, är en typ av dubbeldäckarbuss konstruerad för Transport for London som efterföljare till föregångaren Routemaster.

## Bakgrund
Den klassiska dubbeldäckaren AEC Routemaster var den standardiserade busstypen i London från 1960-talet till början av 2000-talet. Den sista Routemastern av denna typ i reguljär trafik gick till slutet av 2005. Den utmönstrades framför allt av krav på bättre tillgänglighet för rullstolsbundna passagerare, och också av miljö- och driftkostnadsskäl. Efter 2005 har två museilinjer i Londons innerstad fortsatt med Routemasterbussar. 
Utmönstringen av Routemasterbussar blev en fråga i borgmästarvalet i London 2008. Boris Johnson blev då vald till Londons borgmästare med bland andra ett vallöfte att introducera en ny buss liknande Routemaster i trafik för att ersätta nyare ledbussar. Den nya busstypen formgavs av Heatherwick Studio och tillverkas av karossbyggaren Wrightbus och har efter mönster av den ursprungliga Routemastern en öppen plattform längst bak, där man kan gå på och av bussen även när den är i rörelse. Bussen sattes i trafik i London i februari 2012.
Den nya Routemastern har tre dörrar och två trappor. 600 bussar beställdes i en första omgång för leverans från 2013.
Bussen drivs av en elektrisk motor, som laddas av ackumulatorer, vilka i sin tur laddas av en dieselgenerator och av återvinning av bromsenergi.  

## Grundläggande data
- Kapacitet: 80 passagerare, med 22 sittplatser, plats för en rullstol och 18 ståplatser på det nedre planet samt 40 sittplatser på det övre